# Bill S. Ballinger
William Sanborn Ballinger, conocido como Bill S. Ballinger (Oskaloosa, Iowa, 13 de marzo de 1912 - Tarzana, California, 23 de marzo de 1980), fue un escritor de novela negra y guionista estadounidense.

## Biografía
Obtuvo un título en artes en la Universidad de Wisconsin en 1934. Entre 1977 y 1979 fue profesor de escritura asociado en la Universidad Estatal de California.
Se casó tres veces: en 1936 con Geraldine Taylor, matrimonio que acabó en divorcio en 1946; en 1949 con Laura Dunham, quien falleció en 1962; y en 1964 con Lucille Rambeau. 

## Carrera literaria
Su carrera profesional empezó en la publicidad y en la radio, escribiendo y produciendo numerosos programas. 
A finales de la década de 1940 se traslada de Nueva York a Los Ángeles, y empieza a dedicarse a la literatura a tiempo completo.
Empieza en la literatura creando el personaje Barr Breed, un detective privado de Chicago, del que escribe dos novelas. 
Posteriormente empieza a escribir obras de novela negra sin un personaje fijo, que serán las que realmente le darán la fama. Su primera novela de ese periodo, Portrait in Smoke, obtuvo un gran éxito, y utiliza una estructura con dos narraciones paralelas: una, escrita en primera persona que narra la búsqueda por parte de Dan April de una mujer a la que amó hace años, y otra, escrita en tercera persona, en la que se explica quién es realmente esta mujer. Esta utilización de narradores o tiempos paralelos será una constante y una característica de su obra.
Alternó la escritura de esas obras, con la escritura de guiones, tanto cinematográficos como mayoritariamente televisivos. Fue guionista de series muy conocidas y exitosas como Soy Espía, M Squad, Mike Hammer, Alfred Hitchcock presenta, Bonanza, Rumbo a lo desconocido, Ironside o Cannon. 
A partir de 1965 escribió una serie de 5 libros de espionaje, protagonizados por Joaquin Hawks, agente de la CIA. 
Aunque habitualmente firmaba sus obras con su propio nombre, también utilizó algunos seudónimos, principalmente B.X.Sanborn y Frederic Freyer.

## Obras
| Año  | Título                         | Serie           | Traducción                       | Publicación                       | Notas                                                                         |
| ---- | ------------------------------ | --------------- | -------------------------------- | --------------------------------- | ----------------------------------------------------------------------------- |
| 1948 | The Body in the Bed            | Barr Breed-1    |                                  |                                   |                                                                               |
| 1949 | The Body Beautiful             | Barr Breed-2    |                                  |                                   |                                                                               |
| 1950 | Portrait in Smoke              |                 | Retrato de humo                  | Bruguera. 978-84-02-09024-9.      | También publicada como The Deadlier Sex                                       |
| 1952 | The Darkening Door             |                 | Una puerta oscura                | Malinca.                          |                                                                               |
| 1953 | Rafferty                       |                 | Rafferty, teniente de homicidios | Fórum. 978-84-85604-48-7.         | También publicada como The Beautiful Trap y traducida como Caída al infierno. |
| 1955 | The Tooth and the Nail         |                 | El diente y la uña               | Planeta. 978-84-320-8657-1.       |                                                                               |
| 1955 | The Black Black Hearse         |                 |                                  |                                   | Publicada con el seudónimo Frederic Freyer.                                   |
| 1957 | The Longest Second             |                 | El segundo mas largo             | Fórum. 978-84-7574-004-1.         | Nominada al Premio Edgar a la mejor novela.                                   |
| 1957 | The Wife of the Red-Haired Man |                 | La mujer del pelirrojo           | Plaza & Janés. 978-84-01-24099-7. |                                                                               |
| 1958 | Beacon in the Night            |                 |                                  |                                   |                                                                               |
| 1958 | Formula for Murder             |                 |                                  |                                   |                                                                               |
| 1959 | The Doom-Maker                 |                 |                                  |                                   | Publicada con el seudónimo B. X. Sanborn.                                     |
| 1963 | The Fourth of Forever          |                 | El cuatro en la eternidad        | Picazo. 978-84-361-0165-2.        |                                                                               |
| 1965 | Not I Said the Vixen           |                 | En el silencio de la noche       | Bruguera. 978-84-02-08447-7.      |                                                                               |
| 1965 | The Spy in the Jungle          | Joaquin Hawks-1 |                                  |                                   |                                                                               |
| 1965 | The Chinese Mask               | Joaquin Hawks-2 |                                  |                                   |                                                                               |
| 1965 | The Spy in Bangkok             | Joaquin Hawks-3 |                                  |                                   |                                                                               |
| 1966 | The Spy at Angor Wat           | Joaquin Hawks-4 |                                  |                                   |                                                                               |
| 1966 | The Spy in the Java Sea        | Joaquin Hawks-5 |                                  |                                   |                                                                               |
| 1966 | The Heir Hunters               |                 | Cazadores de herederas           | Picazo. 978-84-361-0146-1.        |                                                                               |
| 1968 | The Source of Fear             |                 |                                  |                                   |                                                                               |
| 1969 | Heist Me Higher                |                 |                                  |                                   |                                                                               |
| 1969 | The 49 Days of Death           |                 |                                  |                                   |                                                                               |
| 1969 | The Lopsided Man               |                 |                                  |                                   |                                                                               |
| 1974 | The Corsican                   |                 | El corso                         | Planeta. 978-84-320-8664-9.       |                                                                               |
| 1975 | The Law                        |                 |                                  |                                   |                                                                               |
| 1975 | The Ultimate Warrior           |                 |                                  |                                   |                                                                               |
| 1978 | The Lost City of Stone         |                 |                                  |                                   | No ficción.                                                                   |
| 1979 | The California Story           |                 |                                  |                                   | No ficción.                                                                   |